# ROVMIC

ROVMIC（ロブミック）は2005年に結成した、5人編成の日本のミクスチャーバンド。東京を始めとして長野・新潟など全国的に活動を行っている。

## 概要
MCのQWが組んでいたヒップホップユニット"QI CLASH MIC"（QW、BIO、NORE-Z、HI-B）を中心とする「運幸SYNDICATE」主催のスノーボード試写会イベント「Stay Off The Street(S.O.T.S.)」に於いてQI CLASH MICのバックバンドとして
『運幸SOUND SYSTEM』を結成。初ライブを行う。当時からバンド活動を希望していたQWがライブで手応えを掴み、BIO、NORE-Zを説得、本格的に移行した。その後、メンバーチェンジを経て「ROVMIC」に改称。

## メンバー
- BIO (MC)：身長193cmで低音担当。男性的かつスキルフルなフロウが特徴で、豪快な容姿とは裏腹に安定したパフォーマンスを繰り出す。名前の由来は「バカデカイ190OVER」でBIO。
- QW (MC)：オサゲ頭で中音担当。メッセージ性が強く、シリアスなリリックが特徴的。また、長いソロパートを一気に歌い上げ、ライブ中には誰よりも高い打点のジャンプを披露する。名前は「Qwan-E the RIPPER」を縮めたもの。
- MICkey (ギター)：長髪でテンガロンハットが特徴。愛器はトラ目が美しいIBANEZ J-CUSTUM。代表曲「KILLA PARTY」「HUG MY LIFE」の作曲を手掛けている。熱いギターソロは彼の見せ場である。
- ANNIE (ベース・プログラミング)：ROVMICの全曲の編集と打ち込みを担当。また、「WAKE BOMB」「STILL GOING」の作曲を手掛けている。インスト曲も彼の作曲。愛器は白のATELIRE Z。得意技は「ベース歯弾き」。前バンドではギターを担当。
- D.D. (ドラム)：人を揺らすドラムサウンドでROVMICの司令塔的役割を担っている。愛器はLUDWIC Blackbeauty。

## 旧メンバー
- NORE-Z (MC)：2009年脱退。
- ROBERTO (Gt)：2009年脱退。
- TAZyson (DJ)：2009年脱退。
- HI-B (DJ)：2007年脱退。
- Ryohei (Ba)：2004年脱退。
- PAPA KAY-Z (Dr)：2005年脱退。

## 来歴
- 2003年11月:スノーボードイベント『S.O.T.S.』に『QI CLASH MIC』が生バンド形態で出演するため、バックバンドとして『運幸SOUND SYSTEM』を結成。
- 2005年 4月:ベースのRyoheiの脱退に伴いANNIEを迎えて、ROVMIC結成。
- 2005年11月:『S.O.T.S. 3rd』のサポートドラムとして、D.D.を起用。
- 2005年12月:ドラムに正式メンバーとしてD.D.を迎える。
- 2006年 7月:製作期間に半年を費やし、『ROVMIC DEMO』完成。
- 2009年 7月:『RAW ON VIBES』リリース。
- 2009年10月:ELECTRIC（アイウェアメーカー）によるサポート開始。
- 2009年12月:NORE-Z,ROBERTO,TAZyson脱退。

- 現在、群馬、長野、新潟、広島など活動の場を拡げ、精力的に活動中。

## サポート
- ELECTRIC（アイウェアメーカー）

## ディスコグラフィー
- ROVMIC DEMO
- RAW ON VIBES

## 音源提供
- 『Local』：『KILLA PARTY』
- SNOWBOARDmagazine 『TRANCE WORLD SNOWBOARDING』：『WAKE BOMB』
- 『SURGE』：『GO 4 IT』『HOOK UP』
- 『CK4 VIDEO MAGAZINE』：『KILLA PARTY』
- 『U know ?』：『HOOK UP』
- 『U know ?2』：『HUG MY LIFE』
- 『ANTI HERO』：『M.I.C.』

## バンド名の由来
バンド名の由来はギターの「ROBERTO」（旧メンバー）と「MICkey」の名前を組み合わせてのもの。